# نبي الله (شلال ودشتغل)
نبي الله (بالفارسية: نبی‌الله) هي منطقة سكنية تقع في إيران في قسم شلال ودشتغل الريفي. يقدر عدد سكانها بـ 201 نسمة .